# توقيت باراغواي
توقيت باراغواي ت ع م-04:00 القياسي، و ت ع م−03:00 للتوقيت الصيفي.

## التوقيت الصيفي
تطبق باراغواي التوقيت الصيفي بموجب المرسوم 1867 الصادر في 5 مارس 2004. ينتهي التوقيت الصيفي في الأحد الثالث من مارس ويبدأ في الأحد الأول من أكتوبر.
في 2007، بدأ التوقيت الصيفي في 15 أكتوبر 2006 وانتهى في 11 مارس 2007.
في عام 2010، قامت باراجواي بتغيير قواعد التوقيت الصيفي الخاصة به بسبب أزمة الطاقة، حيث أنهى التوقيت الصيفي في يوم الأحد الثاني في أبريل، بعد شهر من السنوات السابقة. في عام 2013، غيرت باراجواي تاريخ انتهاء التوقيت الصيفي إلى يوم الأحد الرابع في مارس. تاريخ البدء يبقى دون تغيير.
في 5 أغسطس 2020، ظهرت مبادرة للحفاظ على التوقيت الصيفي باعتباره التوقيت الرسمي على مدار العام، بهدف توحيد باراغواي مع جيرانها الأرجنتين والبرازيل وأوروغواي.